# Гашлинка
Гашлинка — река в Тверской области России.
Протекает по территории Торжокского района. Исток — западнее деревень Старое и Новое Малиново. Впадает в реку Поведь в 9,4 км от её устья по правому берегу, у деревни Рылово. Длина реки составляет 14 км.

## Данные водного реестра
По данным государственного водного реестра России относится к Верхневолжскому бассейновому округу, водохозяйственный участок реки — Тверца от истока (Вышневолоцкий гидроузел) до города Тверь, речной подбассейн реки — Волга до Рыбинского водохранилища. Речной бассейн реки — (Верхняя) Волга до Куйбышевского водохранилища (без бассейна Оки).
Код объекта в государственном водном реестре — 08010100512110000002246.